# Figueira (Penafiel)
Figueira is een plaats (freguesia) in de Portugese gemeente Penafiel en telt 351 inwoners (2001).